# Evangeline (álbum)
Evangeline es el noveno álbum de estudio de la cantante estadounidense Emmylou Harris, publicado por la compañía discográfica Warner Bros. Records en enero de 1981. El álbum incluyó en su mayoría descartes de anteriores sesiones de grabación que no formaron parte de sus respectivos álbumes. Presentó una regrabación de «Mister Sandman», de las sesiones con Dolly Parton y Linda Ronstadt; «Evangeline», un tema grabado con The Band durante la realización de The Last Waltz; la canción de Rodney Crowell «Ashes By Now» y una versión de «Bad Moon Rising», de la Creedence Clearwater Revival. 
A pesar de recibir reseñas mixtas de la prensa musical, Evangeline supuso otro éxito comercial para Harris. Fue certificado disco de oro en menos de un año desde su publicación original y alcanzó el puesto cinco en la lista estadounidense de álbumes country. Además, el sencillo «Mister Sandman» entró en el top 10 de las listas de canciones country. Evangeline es uno de los pocos discos de Harris nunca publicado de forma independiente en CD y solo está disponible como parte de la colección Emmylou Harris Original Album Series Vol.2, publicada en 2013.

## Lista de canciones
1. "I Don't Have to Crawl" (Rodney Crowell) – 3:46
2. "How High the Moon" (Morgan Lewis, Nancy Hamilton) – 3:21
3. "Spanish Johnny" [con Waylon Jennings] (Paul Siebel) – 3:50
4. "Bad Moon Rising" (John Fogerty) – 2:40
5. "Evangeline" (Robbie Robertson) – 3:09
6. "Hot Burrito #2" (Gram Parsons, Chris Ethridge) – 3:04
7. "Millworker" (James Taylor) – 4:03
8. "Oh Atlanta" (Bill Payne) – 2:58
9. "Mr. Sandman" (Pat Ballard) – 2:20
10. "Ashes by Now" (Rodney Crowell) – 4:24

## Personal
- Emmylou Harris: voz, guitarra acústica y coros.
- Brian Ahern: guitarra acústica, bajo y pandereta.
- Hal Blaine: batería.
- Mike Bowden: bajo.
- David Briggs: piano.
- Tony Brown: piano.
- James Burton: guitarra eléctrica.
- Rodney Crowell: guitarras acústica y eléctrica.
- Hank DeVito: pedal steel guitar.
- Jerry Douglas: dobro.
- Steve Fishell: dobro.
- Amos Garrett: guitarra eléctrica.
- Emory Gordy, Jr.: bajo.
- Glen D. Hardin: piano eléctrico.
- Waylon Jennings: voz.
- Don Johnson: piano y coros.
- Lynn Langham: sintetizador.
- Albert Lee: guitarra eléctrica y piano.
- Dave Lewis: batería.
- Larrie Londin: batería.
- Dolly Parton: coros.
- Bill Payne: piano.
- Herb Pedersen: coros.
- Mickey Raphael: armónica.
- Mac Rebbenack: piano.
- Frank Reckard: guitarras acústica y eléctrica.
- Tony Rice: guitarra acústica y coros.
- Linda Ronstadt: coros.
- Craig Safan: orquestación.
- Ricky Skaggs: guitarra acústica, violín, mandolina y coros.
- Barry Tashian: coros.
- John Ware: batería y percusión.
- Cheryl White: coros.
- Sharon White: coros.

## Posición en listas
| País           | Lista              | Posición |
| -------------- | ------------------ | -------- |
| Estados Unidos | Billboard 200      | 22       |
| Estados Unidos | Country Albums     | 5        |
| Países Bajos   | Dutch Albums Chart | 43       |

| Sencillo                | País           | Lista           | Posición |
| ----------------------- | -------------- | --------------- | -------- |
| «I Don't Have To Crawl» | Estados Unidos | Country Singles | 44       |
| «Mister Sandman»        | Estados Unidos | Country Singles | 10       |